# Schloss Justingen

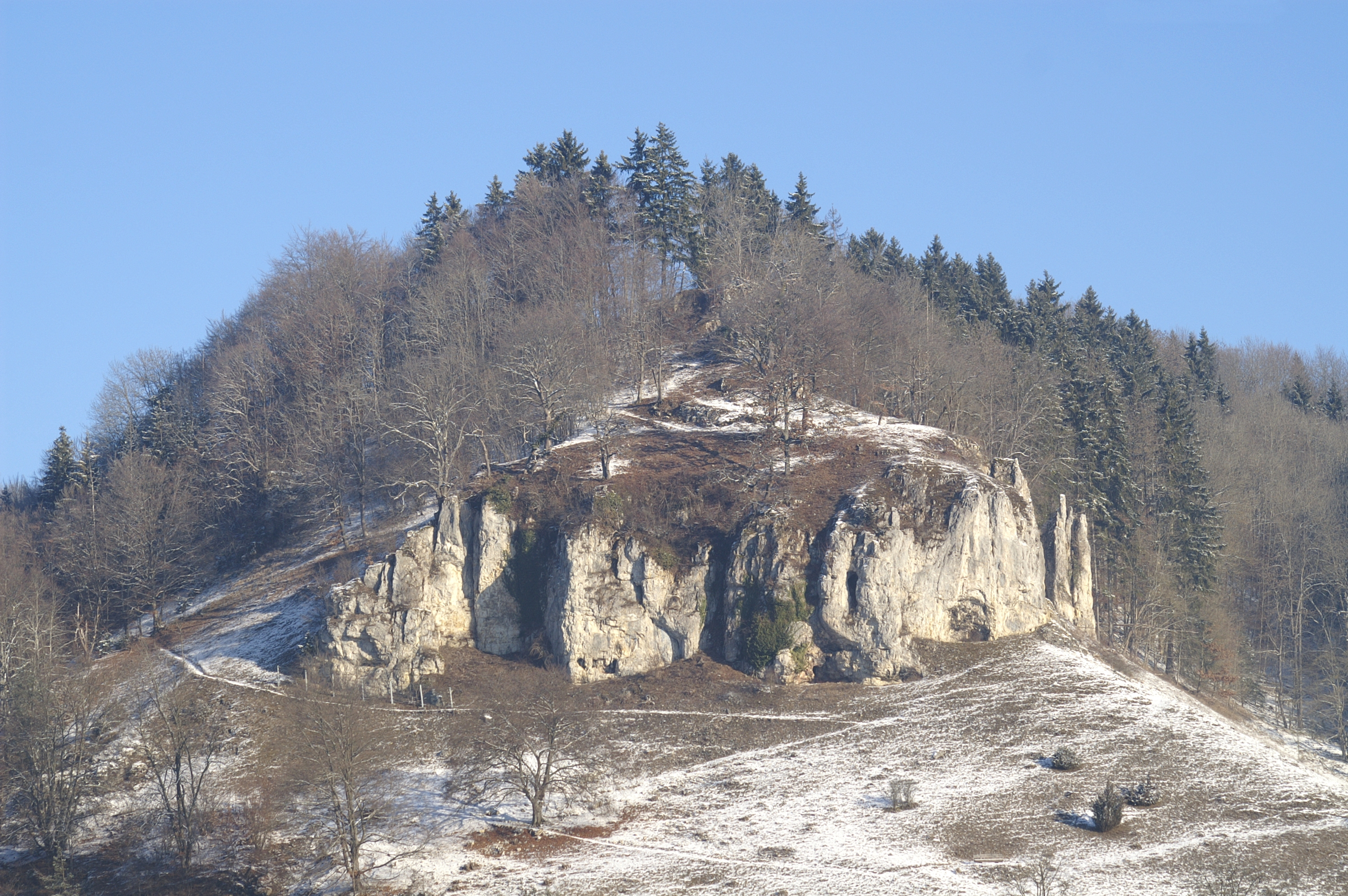
Schloss Hohenjustingen stand oberhalb von Hütten über diesen Felsen

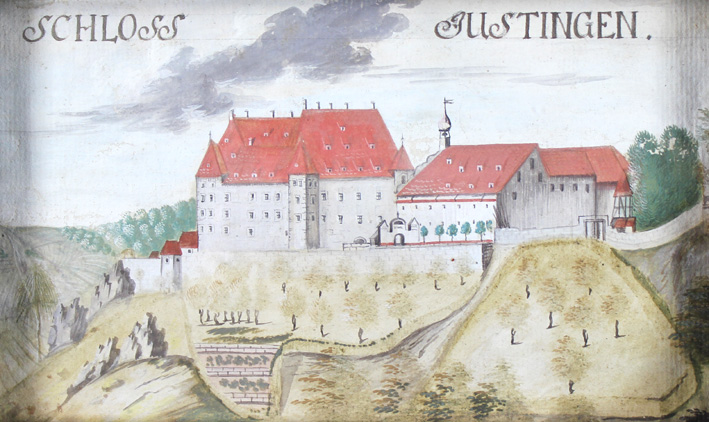
Bislang älteste bekannte Ansicht von Schloss Justingen, von ONO, 18. Jh. Die Wirtschaftsgebäude sind dem vierflügeligen Wohnbau vorgelagert. Das Gebäude mit dem Glockentürmchen war keineswegs eine Kapelle, sondern die Schlossbrauerei

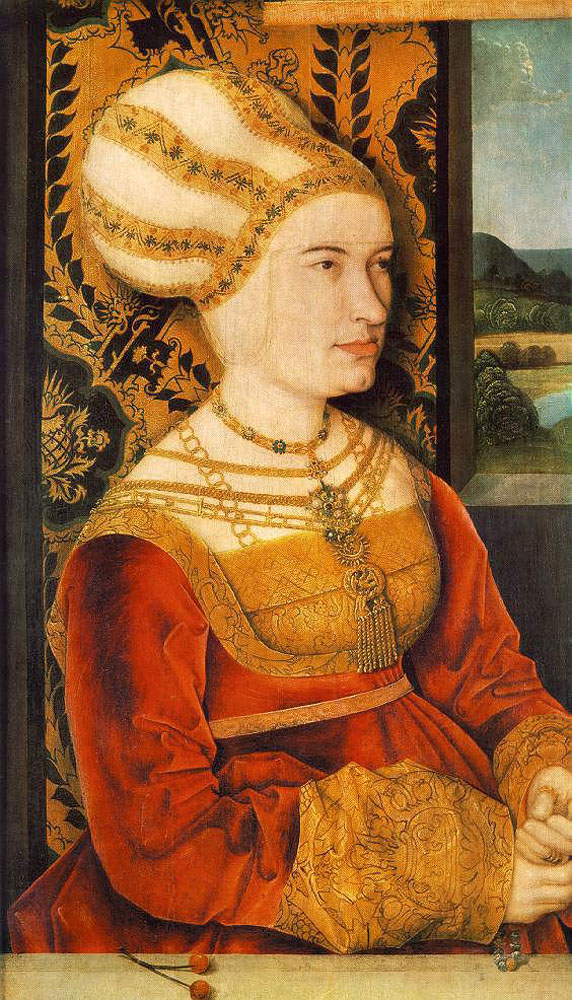
Sibylla Gossenbrod (1479–1521), Gemahlin Ludwigs von Freyberg zu Öpfingen (1468/69–1545). Gemälde von Bernhard Strigel (um 1465/70–1528) in der Alten Pinakothek München; dieses Bild ist sehr wahrscheinlich dasjenige, welches 1618 in der Bergstube im zweiten Stockwerk von Schloss Justingen hing

Das Schloss Justingen, auch Hohenjustingen genannt, ist die Ruine eines Schlosses über Hütten, einem Teilort der Stadt Schelklingen am Südrand der Schwäbischen Alb. Die am gleichen Ort errichtete Burg von Justingen war Stammsitz der edelfreien Herren von Justingen.

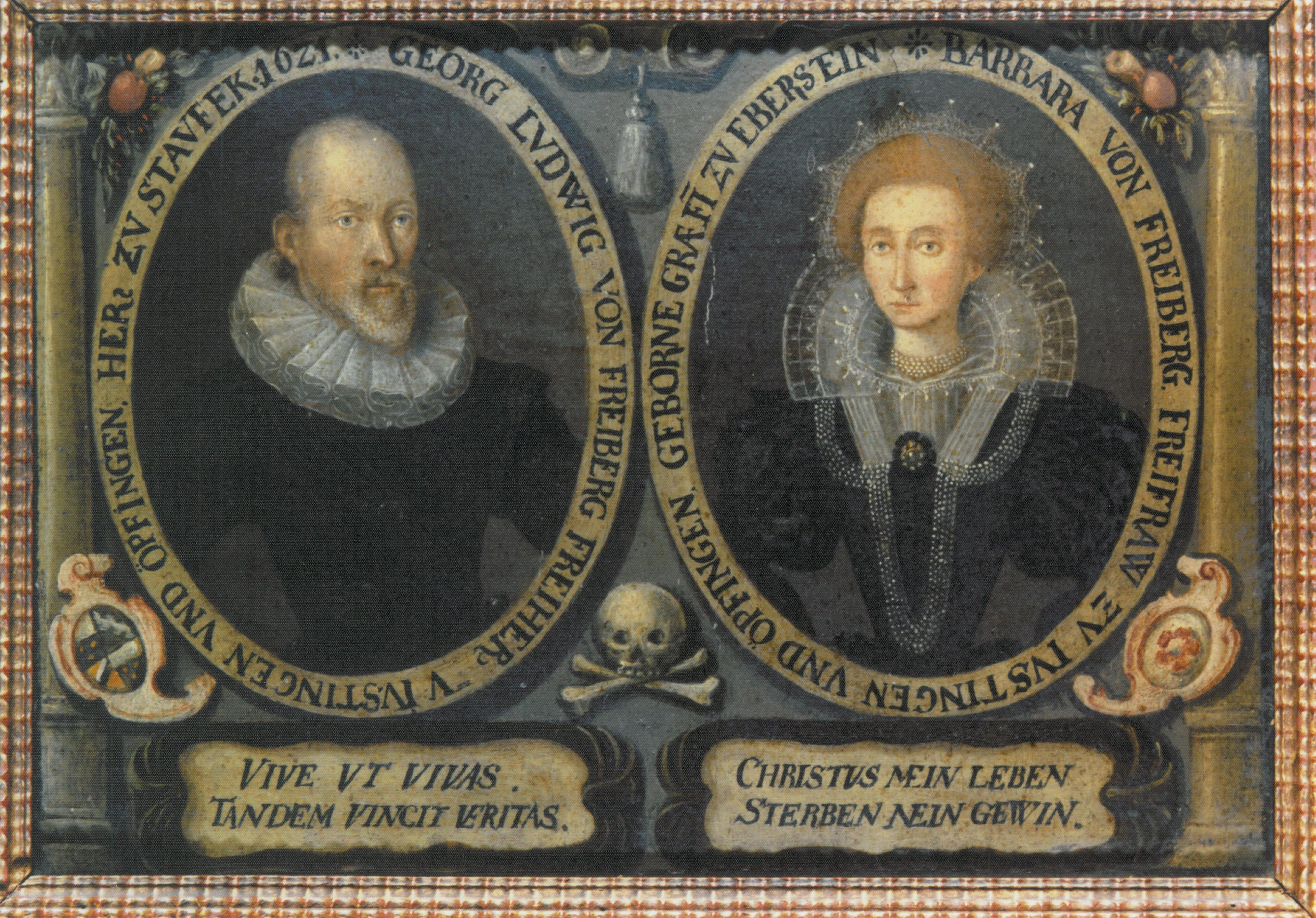
Georg Ludwig von Freyberg der Jüngere (* 1574, † Staufeneck 1631) mit seiner zweiten Ehefrau Barbara von Eberstein, die er am 5. und 6. April 1589
auf Schloss Justingen ehelichte, 1621

## Geschichte
Aus dem Jahr 1090 liegt die erste urkundliche Erwähnung einer Adelsfamilie aus Justingen vor. Anselm von Justingen und Heinrich von Neuffen wurden 1211 beauftragt, den jungen Staufer Friedrich II. aus Sizilien nach Deutschland zu holen, da dieser von den deutschen Fürsten zum König gewählt worden war, nachdem sie sich vom Welfenkönig Otto IV. von Braunschweig losgesagt hatten.
Anselm, der unter Kaiser Friedrich bis zum Marschall aufstieg, stand im Konflikt zwischen diesem und dessen Sohn, König Heinrich (VII.), auf Seiten Heinrichs, wie auch die Herren von Neuffen. Friedrich II. belagerte daraufhin 1235 die Burgen der Parteigänger des Sohnes. Nachdem der Kaiser gesiegt hatte, wurde Burg Justingen 1236 durch den Konstanzer Bischof zerstört. Die Anhänger Heinrichs wurden geächtet und er selbst bis zu seinem Tode 1242 gefangen gesetzt. Im Jahr 2012 wurde in Erinnerung an Anselm von Justingen vor der St. Oswaldkirche in Justingen eine Stauferstele gesetzt.
Nachdem das Geschlecht der Herren von Justingen 1343 ausstarb, kam die wiedererbaute Burg durch Erbschaft an die Edelfreien von Stöffeln bei Gönningen, 1494 durch Verkauf an die Herren von Stotzingen, welche Herrschaft und Burg Justingen 1497 gleich wieder an Hans Kaspar von Bubenhofen weiterveräußerten. Hans Marx von Bubenhofen, Sohn des Hans Kaspar, verkaufte Burg und Herrschaft 1530 an Ludwig („Lutz“) von Freyberg zu Öpfingen, welcher sie seinem Sohn Georg Ludwig von Freyberg d. Ä. überließ.
Michael Ludwig von Freyberg (* um 1525; † Justingen vor dem 20. Dezember 1582), einer der beiden Söhne Georg Ludwigs d. Ä., welchem bei der Erbteilung mit seinem Bruder Ferdinand (* um 1525, † Öpfingen nach dem 19. April 1583) die Herrschaft Justingen durch das Los zugefallen war, ehelichte vor 1574 Felicitas Landschad von Steinach (bei Neckarsteinach im Odenwald). Das Ehepaar erbaute 1567 anstelle der mittelalterlichen Burg das Renaissanceschloss Justingen. Auf Schloss Justingen hielten am 5. und 6. April 1589 große Hochzeit Georg Ludwig von Freyberg der Jüngere, Enkel Georg Ludwigs d. Ä. und Sohn des Michael Ludwig, und seine zweite Gemahlin Barbara von Eberstein; die beiden Hochzeitspredigten hielt in Gegenwart Herzog Ludwigs (des Frommen) von Württemberg der württembergische Hofprediger Lucas Osiander der Ältere. Diese Predigten erschienen im Druck.
Die Freiherren von Freyberg waren Anhänger der Lehre des 1539 aus Ulm a. D. ausgewiesenen Kaspar Schwenckfeld und gewährten dem Reformator auf Schloss Justingen in den 1540er Jahren mehrere Jahre Asyl. Schloss Justingen entwickelte sich in der zweiten Hälfte des 16. Jahrhunderts zu einem Zentrum des Schwenckfeldertums. So zogen die Freiherren von Freyberg u. a. die Gebrüder Adam, Johann und Nikolaus Heyden aufs Schloss Justingen und machten 1573 den ausgewiesenen Schwenckfelder Daniel Friedrich aus Straßburg zu ihrem Haushofmeister und Justinger Pfarrer. 1751 schließlich gingen Herrschaft und Schloss Justingen durch Kauf an den Herzog Carl Eugen von Württemberg über, der auf den Schlossgütern eine Merinoschafzucht anlegte.
1834 wurde das Schloss an die Gemeinde Hütten verkauft und abgebrochen: seither verfallen die Reste der ehemaligen Schlossanlage. Heute erinnern nur noch Teile der imposanten Kellergewölbe, welche allerdings seit einigen Jahren durch Privatinitiative instand gesetzt werden, und der Umfassungsmauern sowie eine Informationstafel auf dem Schlossgelände mit einer Kopie der Bauinschrift, welche sich über dem Schlossportal befand, an die einst umfangreiche Schlossanlage.
Die Schlossruine steht unter Denkmalschutz und wurde in die Liste der Schelklinger Baudenkmale eingetragen.